# (3987) Wujek
(3987) Wujek est un astéroïde de la ceinture principale.

## Description
(3987) Wujek est un astéroïde de la ceinture principale. Il fut découvert le 5 mars 1986 à la station Anderson Mesa par Edward L. G. Bowell. Il présente une orbite caractérisée par un demi-grand axe de 2,73 UA, une excentricité de 0,12 et une inclinaison de 4,8° par rapport à l'écliptique.

## Compléments